# Премия Эли Картана
Премия Эли Картана — математическая премия, присуждаемая раз в три года Институтом Франции, Французской академией наук и Фондом Эли Картана математикам, решившим какие-либо сложные задачи. Премия названа в честь математика Эли Жозефа Картана, учреждена в 1980 году в награду входят денежные средства в размере 3800 евро.

## Лауреаты
- 1981: Салливан, Деннис
- 1984: Громов, Михаил Леонидович
- 1987: Йоханнес Шёстранд[англ.]
- 1990: Бургейн, Жан
- 1993: Таубес, Клиффорд
- 1996: Цагир, Дон
- 1999: Лоран Клозель[англ.]
- 2002: Жан-Бенуа Бост[англ.]
- 2006: Эммануэль Ульмо[англ.]
- 2009: Рафаэль Рукье[англ.][3]
- 2012: Фрэнсис Браун[нем.][4][5]
- 2015: Анна Эршлер[англ.][6][7]
- 2018: Винсент Пиллони[англ.][8][9]
- 2022: Ромен Дюжардин[фр.][10]